# SS Cristoforo Colombo
Cristoforo Colombo – włoski turbinowy statek pasażerski armatora "Società di Navigazione Italia" zbudowany w roku 1954 przez stocznię Ansaldo S.A. z Genui i wprowadzony na linię nowojorską (jednostką bliźniaczą był SS Andrea Doria). Koncepcja konstrukcyjna "Cristoforo Colombo" była wyrazem nowej architektury okrętowej tzw. "szkoły włoskiej". Znajdowały się na nim telefony umożliwiające bezpośrednie uzyskanie połączenia z lądem (pierwsze zastosowanie na liniowcach transatlantyckich). Wystrój wewnętrzny został wyposażony w dzieła sztuki współczesnej, koncepcyjnie wzmocniony wizualnie specyficznymi efektami świetlnymi. Na pokładzie znajdowały się liczne bary, czytelnie, kawiarnie, palarnie, sale do gry i salony. Na rufie statku znajdowały się ułożone tarasowo trzy baseny ze sztucznymi "plażami" zwane potocznie "lido". Ze względu na rosnącą konkurencję transatlantyckich połączeń lotniczych statek przeszedł na linię południowoamerykańską. Sprzedany Wenezueli z przeznaczeniem na pływający hotel a niedługo potem złomowany na Tajwanie (w 1982 roku).